# Sangay nationalpark
Sangay nationalpark ligger i provinserna Morona Santiago, Chimborazo och Tungurahua i Ecuador. Parken har två aktiva vulkaner och ekosystem från tropisk regnskog till glaciärer. Parken är ett världsarv sedan 1983.
1992 blev nationalparken uppsatt på listan över hotade världsarv, detta på grund av illegal jakt, betande boskapsdjur, byggandet av oplanerade vägar och intrång på parkens gränsområden. 2005 ansåg världsarvskommittén att tillräckligt gjorts och man beslutade att ta bort nationalparken bort från listan över hotade världsarv.